# Ian Somerhalder
Ian Somerhalder, né le 8 décembre 1978 à Covington, en Louisiane, est un acteur, philanthrope, homme d'affaires et mannequin américain.
Il se fait connaître grâce au rôle de Boone Carlyle dans la série dramatique Lost (2004-2010), et confirme avec celui de Damon Salvatore dans la série fantastique/dramatique Vampire Diaries (2009-2017). 
Il dirige la fondation Ian Somerhalder.

## Biographie

### Enfance et formation
Ian Somerhalder naît à Covington, en Louisiane. Il est le fils d'Edna, une kinésithérapeute, et de Robert Somerhalder, un entrepreneur. Il a un frère aîné, Robert « Bob » Somerhalder, ainsi qu'une sœur, Robyn Somerhalder. Il a des origines françaises, anglaises et irlandaises.

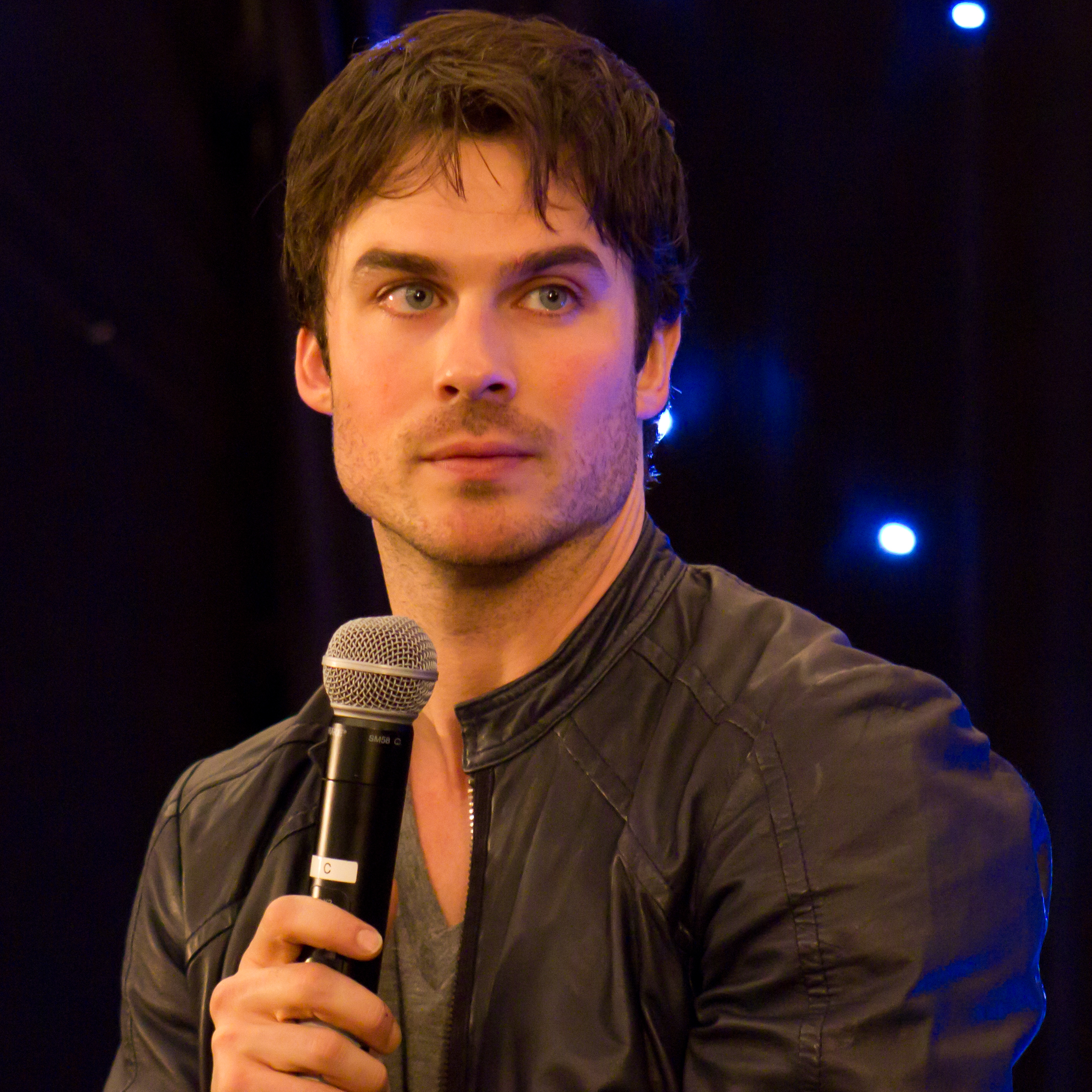

Durant son enfance, il pratique la natation, la pêche, se passionne pour les bateaux ainsi que le sport. Il est aussi membre du club de théâtre de son école et du théâtre local.   
Il suit les cours de la St. Paul's School, une école catholique privée à Covington.    
Dès l'âge de 10 ans, il devient mannequin, soutenu par sa mère, qui l’emmène régulièrement à New York. Après une brève pause pour se consacrer à ses études, il saisit une occasion qui se présente à lui, lui permettant de voyager un peu partout en Europe (Paris, Milan, Londres etc.). Il pose pour des marques telles que Versace, Calvin Klein ou Dolce & Gabbana. 
À l'âge de 17 ans, il se lance dans la comédie, en étudiant à New York. À ses 19 ans, il s'engage réellement dans le métier en travaillant avec un coach, William Esper.

### Carrière

#### Débuts remarqués et révélation télévisuelle

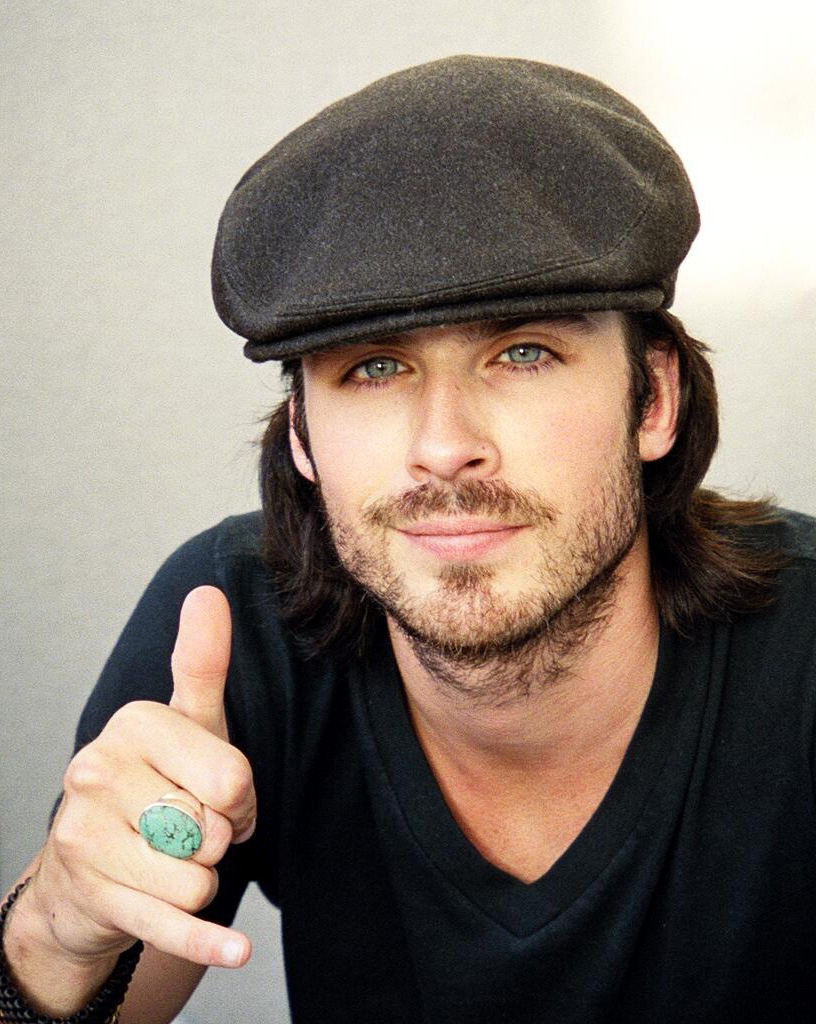
En 2006.

Durant l'été 2000, Ian Somerhalder joue dans l'éphémère série Young Americans, un spin-off de la série Dawson, qui ne rencontre pas son public. En 2002, il tient le rôle d'un bisexuel dans le film Les Lois de l'attraction, aux côtés de Jessica Biel et James Van Der Beek, qui lui permet de se faire remarquer. En 2004, il tient le rôle d'Adam Knight, le petit ami de Lana Lang (interprétée par Kristin Kreuk), dans la troisième saison de Smallville.
En 2004, à l'âge de 26 ans, il obtient son premier grand rôle, celui de Boone Carlyle dans la série dramatique Lost : Les Disparus. Malgré la mort de son personnage dans le vingtième épisode de la première saison, il joue dans 7 épisodes de plus entre 2005 et 2010 ainsi que dans l'épisode final de la série. Il est le premier acteur retenu pour la  série et son personnage est le premier grand personnage à mourir. La série est diffusée sur la chaîne américaine ABC du 22 septembre 2004 au 23 mai 2010. Ce rôle lui permet d'acquérir une certaine notoriété, il en profite alors pour multiplier les projets dans des seconds rôles ou des films directement sortis en DVD. 
En 2004, le téléfilm dramatique Fearless, aux côtés d'autre vedettes de séries télévisées comme Rachael Leigh Cook, Bianca Lawson et Eric Balfour. En 2006, il est à l'affiche du film d'horreur Pulse, avec Kristen Bell, qui peine à convaincre les critiques et déçoit au box office. En 2007, il porte le téléfilm d'aventures Marco Polo avec B. D. Wong. Cette même année, il joue un rôle récurrent dans la série télévisée dramatique et érotique Tell Me You Love Me. 

#### Confirmation médiatique et télévisuelle

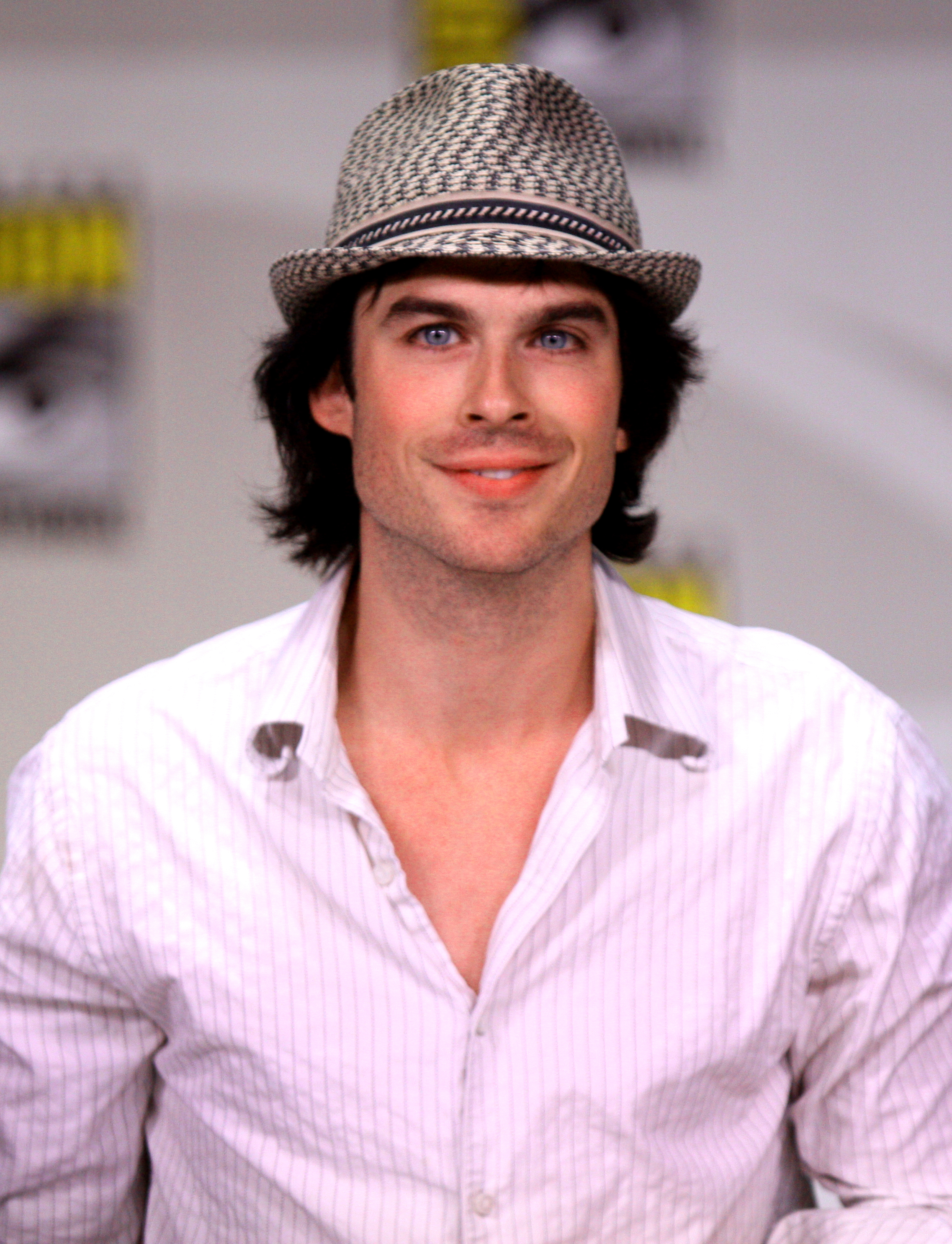
Lors du Comic-Con 2011.

En juin 2009, Ian Somerhalder incarne Damon Salvatore, l'un des personnages principaux de la série Vampire Diaries, inspirée de la série de romans Journal d'un vampire de L. J. Smith. C'est Kevin Williamson, dont il est relativement proche, qui lui propose ce rôle qui s'avérera décisif. Dans un premier temps, Ian Somerhalder hésite, voyant un énième remake de la saga Twilight, mais il accepte de lire le script et la curiosité paye.
La série est diffusée sur la chaîne américaine The CW depuis le 10 septembre 2009. Elle rencontre un franc succès auprès du public et atteint des records d'audiences pour la chaîne. En octobre 2014, la série compte sept saisons et 148 épisodes. Grâce à ce rôle, il remporte de nombreux Teen Choice Awards et People's Choice Awards. En 2015, il réalise l'épisode 16 de la saison 6 de la série. Une expérience en tant que réalisateur, qu'il renouvellera, à deux reprises.
Parallèlement au tournage de Vampire Diaries, il tourne peu mais on le retrouve notamment dans la comédie potache How to Make Love to a Woman (2010) et il porte le film indépendant d'action et de science fiction The Anomaly (2014).

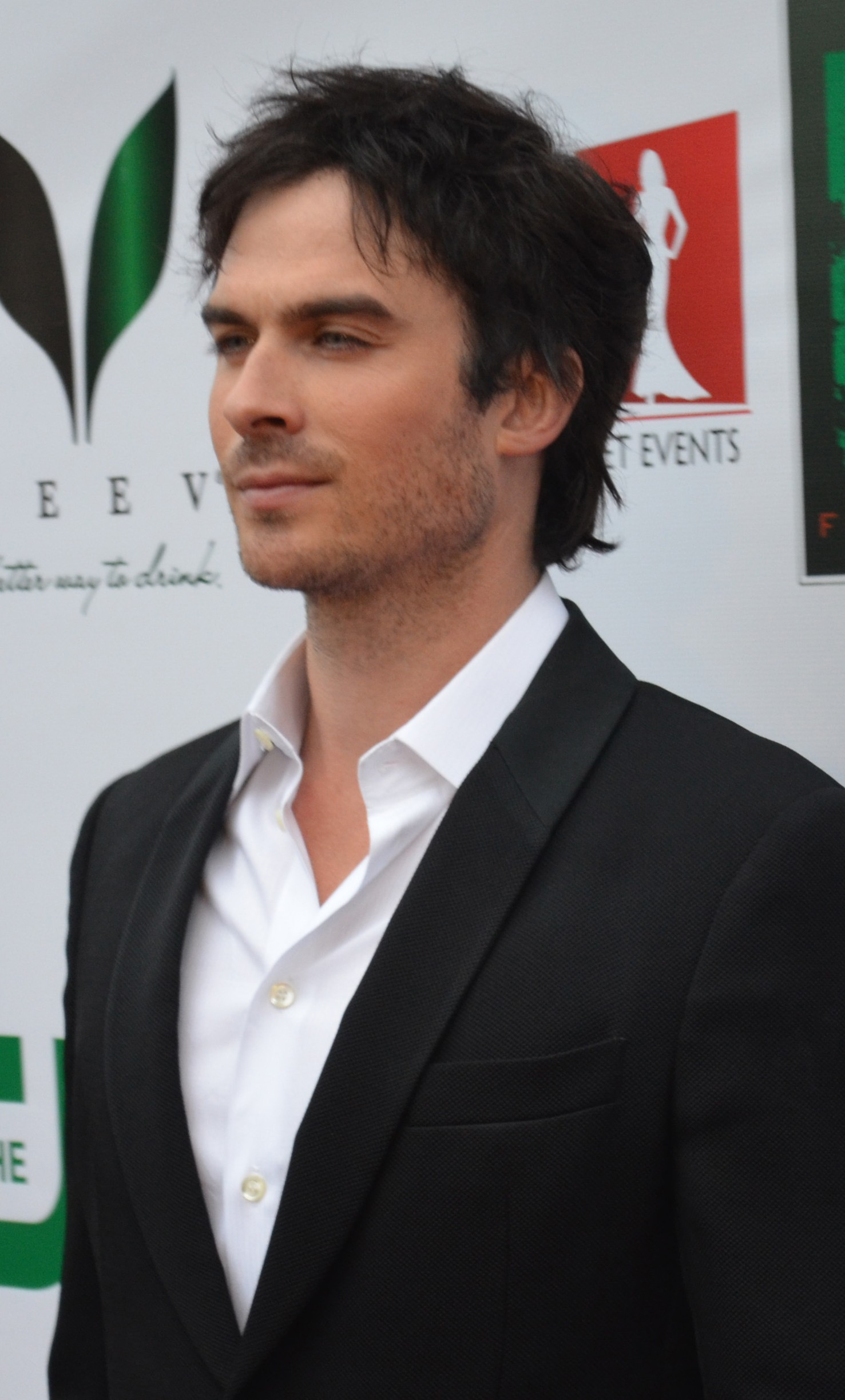
Ian Somerhalder en avril 2012.

Depuis 2014, il est l'égérie de la marque Azzaro pour le parfum Azzaro pour Homme. Le clip de promotion dans lequel il apparait avec à ses côtés Ana Beatriz Barros est tourné en Italie dans une luxueuse villa au bord du Lac de Côme. En mai 2015, il promeut le parfum en France et monte les marches du Festival de Cannes. L'acteur est interviewé par Christophe Beaugrand pour l'émission 50 minutes inside sur TF1 un peu avant sa montée des marches.
Lors d'une convention en 2016, il dévoile que la saison 8 de The Vampire Diaries sera la dernière pour lui. Il est plus tard confirmé qu'elle serait la dernière de la série. Il enchaîne alors en produisant et en jouant le rôle principal du drame Time Framed aux côtés de Seymour Cassel. 
En 2018, la plateforme Netflix invite le comédien à rejoindre le casting d'une nouvelle série télévisée fantastique, V Wars, adaptée des romans écrit par Jonathan Maberry, de 2012 à 2016. Ce show raconte l'histoire de Michael Fayne, une victime d'une étrange maladie qui le transforme en vampire. Après avoir endossé le rôle de cette créature pendant huit ans, cette fois-ci, l'acteur incarne le docteur Luther Swann, meilleur ami de Michael, qui tente de comprendre l'origine de cette transformation,. Ce programme pour lequel l'acteur officie aussi en tant que producteur et réalisateur, est diffusé en fin d'année 2019. Cependant, la série est annulée au bout d'une seule saison.

### Vie privée
En août 2002, Ian Somerhalder est en couple avec l'actrice Kate Bosworth, jusqu'en décembre de la même année,. Après avoir fréquenté Nicky Hilton de décembre 2003 à avril 2004, de 2004 à 2006, il a une relation avec l'actrice Maggie Grace,. avec qui il est en très bon terme, ils sont même amis. En 2009, il a une brève liaison avec l'actrice Ashley Greene,. En février 2010, il a mis un terme à sa relation avec une dénommée Megan Auld, qu'il fréquentait depuis 2007,.

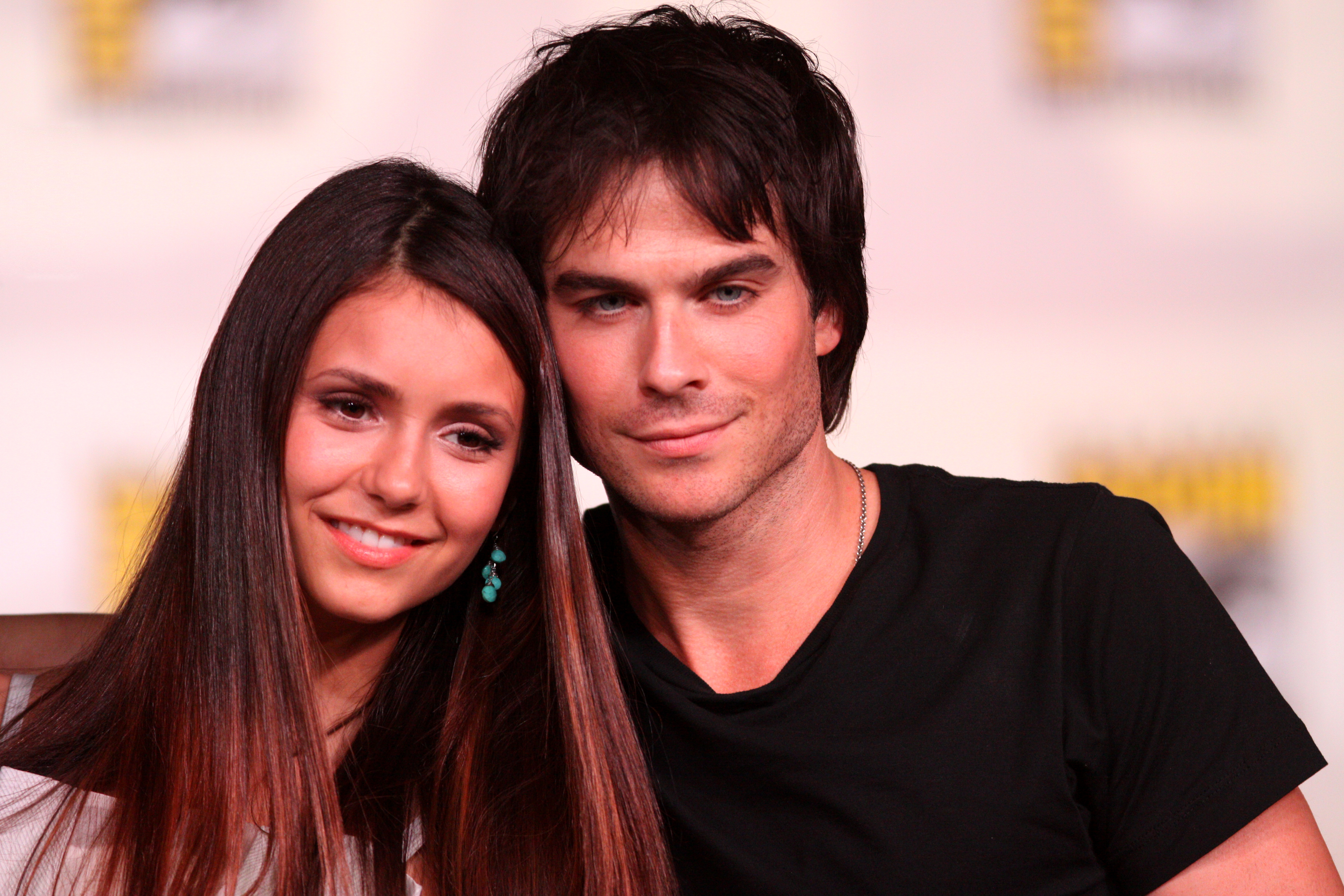
Ian Somerhalder et son ex-compagne Nina Dobrev aux Comic-Con le 14 juillet 2012.

En février 2010, après l'avoir rencontrée lors des auditions pour Vampire Diaries en 2008, il devient le compagnon de l'actrice bulgaro-canadienne,  Nina Dobrev - de 11 ans sa cadette. Ce n'est qu'en septembre 2011 qu'ils confirment être en couple. Leur relation devient alors sur-médiatisée et la presse leur donne le titre de « supercouple » tandis que leurs fans les surnomment « Nian ». En mai 2013, on annonce qu'ils se sont séparés au bout de trois ans de relation.
Depuis juillet 2014, il est le compagnon de l'actrice, Nikki Reed,,. Après s'être fiancés en janvier 2015,, ils se sont mariés le 26 avril 2015 à Topanga, en Californie,. Ensemble, ils ont une fille, prénommée Bodhi Soleil (née le 25 juillet 2017), et un garçon, né en juin 2023.
Il pratique l'équitation et le yoga. 

#### Philanthropie
Ian Somerhalder fait partie des célébrités impliquées dans le nettoyage du golfe du Mexique, après la catastrophe pétrolière de la plateforme Deepwater Horizon le 22 avril 2010. Il est membre de l'association St. Tammany Humane Society qui s'occupe d'animaux abandonnés ou maltraités. Il participe aussi au projet It Gets Better Project avec Candice Accola, qui joue également dans la série Vampire Diaries.
Le 8 décembre 2010, le jour de ses trente-deux ans, il crée la Fondation Ian Somerhalder qui vise à informer sur l'importance de la protection de l'environnement et des animaux.
Sensible à diverses œuvres caritatives, il s'est joint, à d'autres personnalités, pour apporter son soutien à des habitants touchés par des catastrophes climatiques dans Years of Living Dangerously, une série documentaire récompensée par un Emmy Awards.

## Filmographie

### Longs métrages
- 2001 : La Maison sur l'océan de Irwin Winkler : Josh
- 2002 : La Guérison du cœur (Changing Hearts) de Martin Guigui : Jason Kelly
- 2002 : Les Lois de l'attraction de Roger Avary : Paul Denton
- 2004 : U-Boat : Entre les mains de l'ennemi (In Enemy Hands) de Tony Giglio : Danny Miller
- 2006 : Pulse de Jim Sonzero : Dexter McCarthy
- 2006 : The Sensation of Sight de Aaron J. Wiederspahn : Drifter
- 2006 : TV: The Movie de Sam Maccarone : Guy
- 2008 : The Lost Samaritan de Thomas Jahn : William Archer
- 2009 : Wake de Ellie Kanner : Tyler Cormier
- 2009 : The Tournament de Scott Mann : Miles Slade
- 2010 : How to Make Love to a Woman de Scott Culver : Daniel Meltzer
- 2013 : Caught on Tape de Sticky Fingaz : Officier Lewis
- 2014 : The Anomaly de Noel Clarke : Harkin
- 2014 : Years Of Living Dangerously : lui-même (documentaire)
- ? : Time Framed de Sinisha Nisevic : Agent Truman Black -également producteur-

### Courts métrages
- 2004 : Recess de Dave Kalstein: Cooley -également producteur-
- 2004 : The Old Man and the Studio d'Eric Champnella : Matt
- 2016 : Swimming With Wild Dolphins in 360° Virtual Reality: The Dolphin Project de Lincoln O'Barry et Martha Rogers : lui-même

### Téléfilms
- 2001 : Anatomy of a Hate Crime de Tim Hunter : Russell Henderson
- 2004 : Fearless de Blair Hayes : Jordan Gracie
- 2007 : Marco Polo de Kevin Connor : Marco Polo
- 2008 : Le Secret du monde englouti (Lost City Raiders) de Jean de Segonzac : Jack Kubiak
- 2009 : Fireball de Kristoffer Tabori : l'agent Lee Cooper

### Séries télévisées
- 1997 : Flic de mon cœur : I.Q. (saison 2, épisode 13)
- 2000 : Un agent très secret : Brian (saison 1, épisode 7)
- 2000 : Young Americans : Hamilton Murdoch (8 épisodes)
- 2002 : Les Experts : Tony Del Nagro (saison 3, épisode 1)
- 2003 : New York, unité spéciale : Charlie Baker (saison 4, épisode 20)
- 2003 : Les Experts : Miami : Ricky Fleming (saison 2, épisode 5)
- 2004 : Smallville : Adam Knight (saison 3, épisodes 7, 9, 11, 12, 13, 14 et 16)
- 2004 - 2010 : Lost : Les Disparus : Boone Carlyle (21 épisodes)
- 2007 : Tell Me You Love Me : Nick (saison 1, épisodes 4, 5, 6, 7, 8, 9)
- 2009 - 2017 : Vampire Diaries : Damon Salvatore (171 épisodes) -producteur de 16 épisodes et réalisateur de 3 épisodes-
- 2019 : V Wars : Dr Luther Swann (10 épisodes) -producteur de 10 épisodes et réalisateur de 1 épisode-

## Distinctions

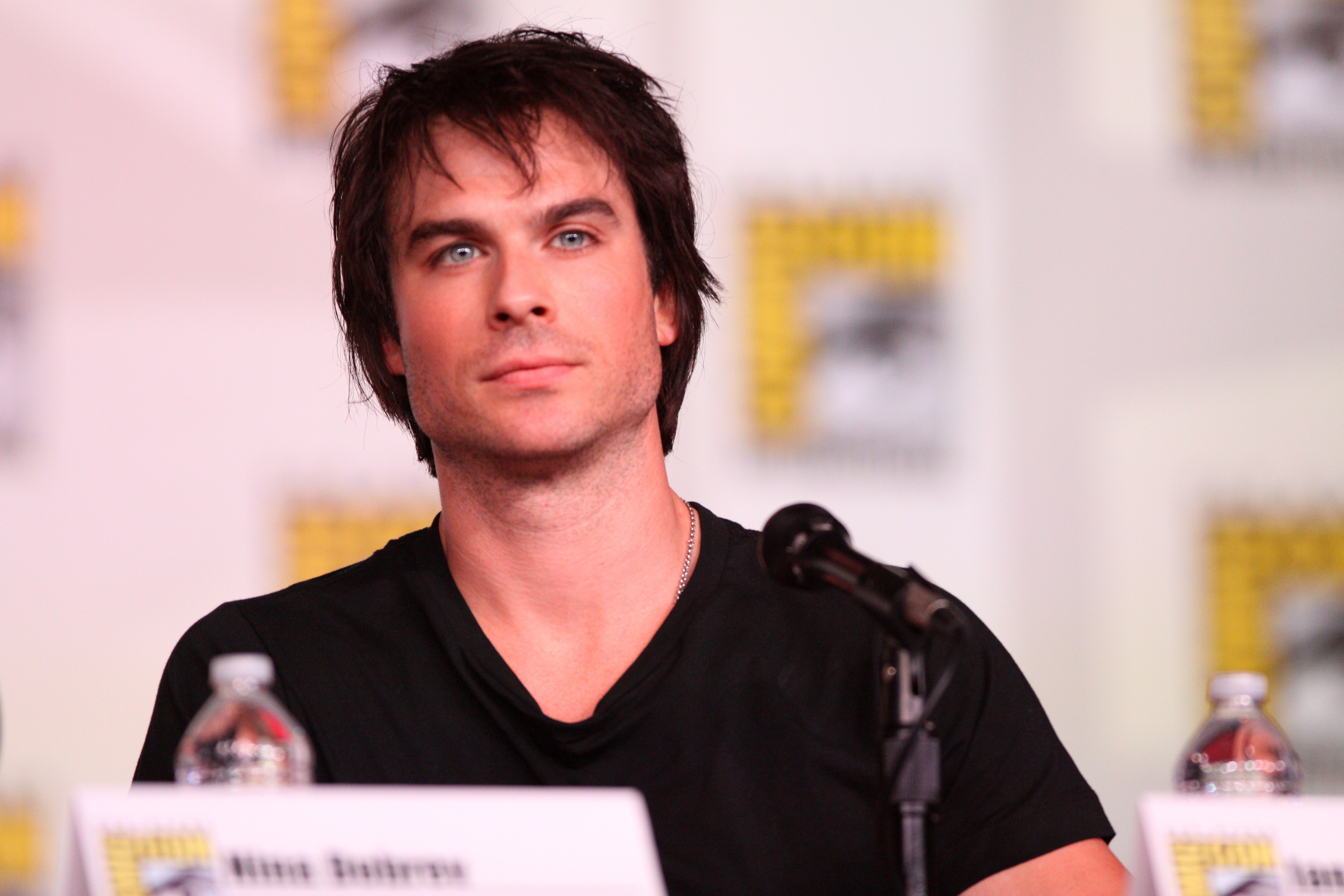
Au Comic-Con de San Diego 2012.

Sauf indication contraire ou complémentaire, les informations mentionnées dans cette section proviennent de la base de données IMDb.

### Récompenses
- Young Hollywood Awards 2002 : Lauréat du Prix du nouveau visage masculin le plus excitant.
- 12e cérémonie des Screen Actors Guild Awards 2006 : Meilleure distribution pour une série dramatique pour Lost : Les Disparus (2004-2010) partagée avec Adewale Akinnuoye-Agbaje, Naveen Andrews, Emilie de Ravin, Matthew Fox, Jorge Garcia, Maggie Grace, Josh Holloway, Malcolm David Kelley, Daniel Dae Kim, Yunjin Kim, Evangeline Lilly, Dominic Monaghan, Terry O'Quinn, Harold Perrineau, Michelle Rodriguez et Cynthia Watros.
- 2010 : Teen Choice Awards du meilleur vilain dans une série fantastique pourVampire Diaries (2009-2017).
- 13e cérémonie des Teen Choice Awards 2011 : Meilleur acteur dans une série télévisée fantastique pour Vampire Diaries (2009-2017).
- Environmental Media Awards 2012 : Lauréat du Prix EMA Futures.
- 14e cérémonie des Teen Choice Awards 2012 : 
  - Meilleur acteur dans une série télévisée fantastique pour Vampire Diaries (2009-2017).
  - Acteur le plus hot dans une série télévisée fantastique pour Vampire Diaries (2009-2017).
- 15e cérémonie des Teen Choice Awards 2013 : Meilleur acteur dans une série télévisée fantastique pour Vampire Diaries (2009-2017).
- 40e cérémonie des People's Choice Awards 2014 : 
  - Meilleure duo à l'écran partagée avec Katerina Graham dans une série télévisée fantastique pour Vampire Diaries (2009-2017).
  - Meilleur acteur dans une série télévisée fantastique pour Vampire Diaries (2009-2017).
- 16e cérémonie des Teen Choice Awards 2014 : Meilleur acteur dans une série télévisée fantastique pour Vampire Diaries (2009-2017).
- 2014 : Young Hollywood Awards du meilleur trio dans une série télévisée fantastique pour Vampire Diaries (2009-2017) partagée avec Nina Dobrev et Paul Wesley.
- 41e cérémonie des People's Choice Awards 2015 : Meilleure duo à l'écran partagée avec Nina Dobrev dans une série télévisée fantastique pour Vampire Diaries (2009-2017).

### Nominations
- 2005 : Teen Choice Awards de la révélation masculine de l'année dans une série télévisée dramatique pour Lost : Les Disparus (2004-2010)
- 13e cérémonie des Teen Choice Awards 2011 : Vampire de l'année dans une série télévisée fantastique pour Vampire Diaries (2009-2017).
- 2011 : People's Choice Awards de l'acteur préféré dans une série télévisée fantastique pour Vampire Diaries (2009-2017).
- 2012 : Bravo Otto de la meilleure star masculine TV dans une série télévisée fantastique pour Vampire Diaries (2009-2017).
- 38e cérémonie des People's Choice Awards 2012 : Acteur dramatique TV préféré dans une série télévisée fantastique pour Vampire Diaries (2009-2017).
- 2012 : Do Something Awards de la meilleure célébrité de télévision dans une série télévisée fantastique pour Vampire Diaries (2009-2017).
- 2013 : Bravo Otto de la meilleure star masculine TV dans une série télévisée fantastique pour Vampire Diaries (2009-2017).
- 39e cérémonie des People's Choice Awards 2013 : Acteur dramatique TV préféré dans une série télévisée fantastique pour Vampire Diaries (2009-2017).
- 16e cérémonie des Teen Choice Awards 2014 : « L'artiste masculin le plus sexy de l'année ».
- 16e cérémonie des Teen Choice Awards 2014 : « Meilleur tweet »
- 16e cérémonie des Teen Choice Awards 2014 : « Le roi des réseaux sociaux »
- 2015 : Bravo Otto de la meilleure star masculine TV dans une série télévisée fantastique pour Vampire Diaries (2009-2017).
- 41e cérémonie des People's Choice Awards 2015 : Acteur TV préféré dans une série télévisée fantastique pour Vampire Diaries (2009-2017).
- 17e cérémonie des Teen Choice Awards 2015 :
  - Meilleur baiser partagée avec Nina Dobrev dans une série télévisée fantastique pour Vampire Diaries (2009-2017).
  - Meilleur acteur dans une série télévisée fantastique pour Vampire Diaries (2009-2017).
  - Meilleure duo à l'écran partagée avec Kat Graham dans une série télévisée fantastique pour Vampire Diaries (2009-2017).
- 42e cérémonie des People's Choice Awards 2016 : Acteur TV préféré dans une série télévisée fantastique pour Vampire Diaries (2009-2017).
- 18e cérémonie des Teen Choice Awards 2016 : 
  - Meilleur baiser dans une série télévisée fantastique pour Vampire Diaries (2009-2017) partagée avec Nina Dobrev
  - Meilleur duo à l'écran partagée avec Kat Graham dans une série télévisée fantastique pour Vampire Diaries (2009-2017).
- 43e cérémonie des People's Choice Awards 2017 : Acteur TV préféré dans une série télévisée fantastique pour Vampire Diaries (2009-2017).
- 19e cérémonie des Teen Choice Awards 2017 : Meilleur acteur dans une série télévisée fantastique pour Vampire Diaries (2009-2017).
- 19e cérémonie des Teen Choice Awards 2017 : Nomination au Prix Choice Changemaker.

## Voix françaises
En France
| - Jérôme Pauwels dans : - Young Americans (série télévisée) - Fearless (téléfilm) - Smallville (série télévisée) - Marco Polo (téléfilm) - Fireball - Sébastien Desjours dans : - Lost : Les Disparus (série télévisée) - Tell Me You Love Me (série télévisée) - Le Secret du monde englouti - The Anomaly | et aussi - Laurent Morteau dans Les Experts (série télévisée) - Alexis Tomassian dans Les Lois de l'attraction - Alexis Victor dans New York, unité spéciale (série télévisée) - Cédric Dumond dans Vampire Diaries (série télévisée) - Anatole de Bodinat dans V Wars (série télévisée) |